# 사쿠라다 히요리
사쿠라다 히요리(일본어: 桜田 ひより, 2002년 12월 19일 ~ )는 일본의 모델, 배우이다.

## 방송
- 가정부 남자 미타조노 시즌 7 - 다이몬 사쿠라 역
- 24 JAPAN
- 절대정의
- 사키 - Saki - 아치가 편 episode of side-A
- 범죄증후군 시즌2
- 범죄증후군